# Coloration de Feulgen
La coloration de Feulgen, mise au point par Robert Feulgen permet en histologie de colorer l'ADN grâce à une hydrolyse acide de l'ADN et de mettre en évidence les chromosomes dans les cellules. 

## Description
La coloration de Feulgen a été mise au point en 1924 par le chimiste allemand Robert Feulgen (1884-1955). Elle permet la mise en évidence des chromosomes et leur observation au microscope photonique. Elle est particulièrement utile lorsque ceux-ci se trouvent sous une forme polyténique. Les bandes colorées rosées qui apparaissent alors correspondent aux gènes, et les bandes claires aux régions intergéniques.
Le principe de la méthode est de dissocier les deux brins d'ADN grâce à une hydrolyse ménagée par l'acide chlorhydrique (HCl) et de colorer ensuite ceux-ci au moyen de la fuchsine qui réagit avec les fonctions réductrices de l'ADN.
Elle s'appuie sur la formation du groupement réducteurs mis à jour par le détachement des purines du sucre désoxyribose après l'hydrolyse ménagée de l'ADN en présence d'acide chlorhydrique. Cela rend accessible des groupement aldéhydes qui sont recolorés par le réactif de Schiff dont le composant principal, la pararosaniline se colore en magenta après fixation à l'ADN,. Cette réaction est spécifique de l'ADN et ne colore pas l'ARN.

## Méthode
La méthode débute par une hydrolyse modérée de l'ADN par HCl à 60°. Dans l'ADN le désoxyribose n'est pas réducteur, le carbone étant impliqué dans une liaison N-osidique. L'acide chlorhydrique sépare les deux bases puriques de l'ADN: Adénine, Guanine, libérant les fonctions hémiacétaliques des désoxyriboses. Le squelette de l'ADN n'est pas modifié et reste en place.
Ensuite une coloration de l'ADN restant par le réactif de schiff est effectuée. Le réactif de Schiff réagit alors avec les fonctions réductrices formant un précipité rouge. Donc l'ADN est coloré en rose rouge.